# Minh Định lăng
Minh Định lăng (明定陵; Míngdìnglíng), cũng được gọi tắt là Định lăng, là một lăng mộ tại Trung Quốc, nơi hợp táng Minh Thần Tông và Hiếu Đoan Hiển Hoàng hậu và Cung phi Vương thị. Định lăng là một trong mười ba lăng tẩm Hoàng gia tại Thập Tam Lăng ở quận Xương Bình, cách trung tâm Bắc Kinh 45 km về phía bắc. Định lăng là lăng tẩm duy nhất của một Hoàng đế nhà Minh đã được mở.
Hoàng đế Vạn Lịch là vị Hoàng đế thứ 14 của triều đại nhà Minh và trị vì từ năm 1572 đến năm 1620. Lăng mộ của ông là Định lăng được xây dựng từ năm 1584 cho đến năm 1590 và chiếm một diện tích bề mặt là 180.000 mét vuông. Người đầu tiên đề nghị rằng phần mộ nên được khai quật là sử gia và Phó Thị trưởng thành phố Bắc Kinh Ngô Hàm. Cuộc khai quật bắt đầu vào tháng 5 năm 1959 và được hoàn thành trong vòng một năm. Hơn 3000 đồ tạo tác được tìm thấy trong cung điện ngầm rộng 1 mét vuông. Cung điện ngầm bao gồm năm hội trường với một số bức tường và nằm dưới mặt đất 27 mét. Năm 1959, bảo tàng Định lăng được mở cửa cho công chúng.
Việc khai quật Định lăng đã được đặt câu hỏi vì việc khai quật chưa bao giờ chính thức được tán thành và bởi vì báo cáo khai quật được đổ lỗi là không đầy đủ. Tệ hơn là thiếu công nghệ để bảo quản các thi thể khai quật, đã nhanh chóng bị phá hủy sau khi ngôi mộ mở ra. Ngay cả các quan tài đã bị phá hủy và chôn cất vẫn bị vứt đi. Bộ xương của Hoàng đế bị đốt cháy năm 1966 trong giai đoạn đầu của Cách mạng Văn hóa. Sự thất bại của việc khai quật Định lăng được sử dụng như là một cuộc tranh luận chống lại việc mở Càn lăng nhà Đường và Lăng mộ Hoàng đế đầu tiên nhà Tần.
Tên Định lăng được sử dụng cho các lăng tẩm Hoàng gia Trung Quốc cả trước và sau triều đại nhà Minh. Hoàng đế Trung Tông nhà Đường (qua đời năm 710) được an táng ở Định lăng phía Bắc Tây An và Hoàng đế Hàm Phong nhà Thanh (qua đời năm 1861) được an táng tại Định lăng ở Thanh Đông lăng phía Đông Bắc Kinh.